# Rathaus (Bad Camberg)

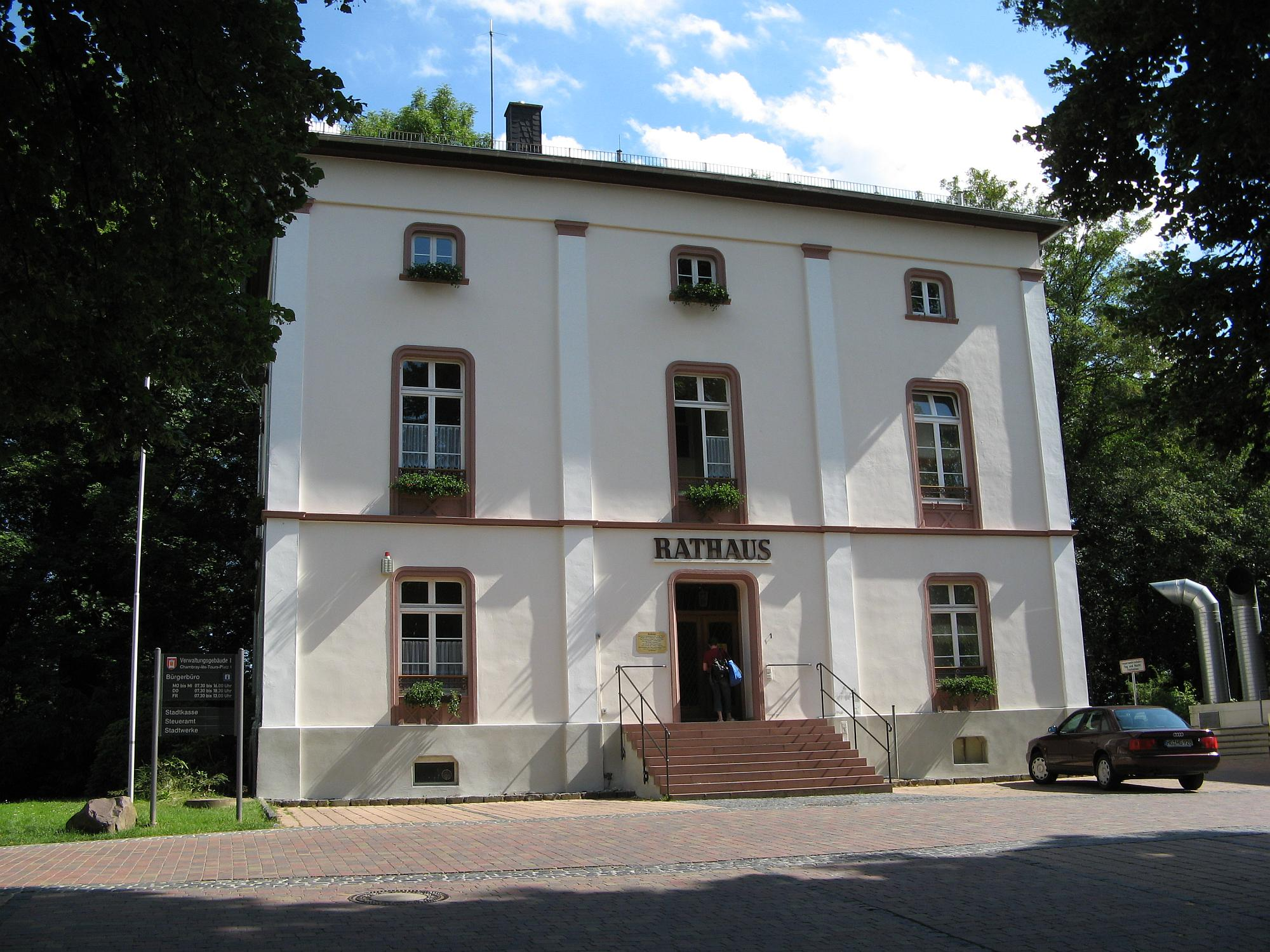
Rathaus in Bad Camberg

Das Rathaus in Bad Camberg, einer Stadt im Süden des mittelhessischen Landkreises Limburg-Weilburg, wurde  1860 errichtet. Das Rathaus am Chambray-Les-Tours-Platz 1 ist ein geschütztes Kulturdenkmal.
Das Gebäude wurde als Villa der Familie von Freiberg-Schütz auf dem Platz der mittelalterlichen Burg errichtet. Heute ist es ein Teil des Kurparks und wird auch als Schlößchen bezeichnet. In den Jahren 1916/17 wurde das Rathaus in der ehemaligen Villa eingerichtet.
Der spätklassizistische Blankziegelbau mit drei zu drei Fensterachsen und flachem Walmdach wurde nachträglich verputzt. Die Fenster sind mit Sandsteingewänden versehen.  